# 14e étape du Tour d'Espagne 2003
Pour un article plus général, voir Tour d'Espagne 2003.
La 14e étape du Tour d'Espagne 2003 a eu lieu le 20 septembre 2003 entre la ville d'Albacete et celle de Valdepeñas, sur une distance de 167,5 km. Elle a été remportée par l'Italien Alessandro Petacchi (Fassa Bortolo). Il devance l'Américain Fred Rodriguez (Vini Caldirola-Saunier Duval) et l'Allemand Erik Zabel (Telekom). Isidro Nozal (ONCE-Eroski) conserve son maillot or de leader du classement général à l'issue de l'étape.

## Classement de l'étape
| \| Classement de l'étape \| Classement de l'étape \| Classement de l'étape \| Classement de l'étape \| Classement de l'étape \| \| Coureur \| Coureur \| Pays \| Équipe \| Temps \| \| --------------------- \| --------------------- \| --------------------- \| ---------------------------- \| --------------------- \| \| 1er \| Alessandro Petacchi \| Italie \| Fassa Bortolo \| 3 h 43 min 16 s \| \| 2e \| Fred Rodriguez \| États-Unis \| Vini Caldirola-Saunier Duval \| + 0 s \| \| 3e \| Erik Zabel \| Allemagne \| Telekom \| + 0 s \| \| 4e \| Thomas Bruun Eriksen \| Danemark \| CSC \| + 0 s \| \| 5e \| Tom Boonen \| Belgique \| Quick Step-Davitamon \| + 0 s \| \| 6e \| Angelo Furlan \| Italie \| Alessio \| + 0 s \| \| 7e \| Steven de Jongh \| Pays-Bas \| Rabobank \| + 0 s \| \| 8e \| Gorka González \| Espagne \| Euskaltel-Euskadi \| + 0 s \| \| 9e \| Ángel Edo \| Espagne \| Milaneza-MSS \| + 0 s \| \| 10e \| Alberto Vinale \| Italie \| Alessio \| + 0 s \| |                      |            |                              |                 |
| |                      |            |                              |                 |
| |                      |            |                              |                 |
| Classement de l'étape |                      |            |                              |                 |
| Coureur | Coureur              | Pays       | Équipe                       | Temps           |
| 1er | Alessandro Petacchi  | Italie     | Fassa Bortolo                | 3 h 43 min 16 s |
| 2e | Fred Rodriguez       | États-Unis | Vini Caldirola-Saunier Duval | + 0 s           |
| 3e | Erik Zabel           | Allemagne  | Telekom                      | + 0 s           |
| 4e | Thomas Bruun Eriksen | Danemark   | CSC                          | + 0 s           |
| 5e | Tom Boonen           | Belgique   | Quick Step-Davitamon         | + 0 s           |
| 6e | Angelo Furlan        | Italie     | Alessio                      | + 0 s           |
| 7e | Steven de Jongh      | Pays-Bas   | Rabobank                     | + 0 s           |
| 8e | Gorka González       | Espagne    | Euskaltel-Euskadi            | + 0 s           |
| 9e | Ángel Edo            | Espagne    | Milaneza-MSS                 | + 0 s           |
| 10e | Alberto Vinale       | Italie     | Alessio                      | + 0 s           |

## Classement général
| \| Classement général \| Classement général \| Classement général \| Classement général \| Classement général \| \| Coureur \| Coureur \| Pays \| Équipe \| Temps \| \| ------------------ \| ------------------------- \| ------------------ \| ------------------------------- \| ------------------ \| \| 1er \| Isidro Nozal \| Espagne \| ONCE-Eroski \| 45 h 39 min 48 s \| \| 2e \| Igor González de Galdeano \| Espagne \| ONCE-Eroski \| + 3 min 03 s \| \| 3e \| Roberto Heras \| Espagne \| US Postal Service-Berry Floor \| + 5 min 13 s \| \| 4e \| Manuel Beltrán \| Espagne \| US Postal Service-Berry Floor \| + 5 min 39 s \| \| 5e \| Francisco Mancebo \| Espagne \| iBanesto.com \| + 7 min 12 s \| \| 6e \| Alejandro Valverde \| Espagne \| Kelme-Costa Blanca \| + 7 min 50 s \| \| 7e \| Michael Rasmussen \| Danemark \| Rabobank \| + 8 min 44 s \| \| 8e \| Luis Pérez Rodríguez \| Espagne \| Cofidis-Le Crédit par Téléphone \| + 8 min 49 s \| \| 9e \| Dario Frigo \| Italie \| Fassa Bortolo \| + 8 min 50 s \| \| 10e \| Unai Osa \| Espagne \| iBanesto.com \| + 10 min 10 s \| |                           |          |                                 |                  |
| |                           |          |                                 |                  |
| |                           |          |                                 |                  |
| Classement général |                           |          |                                 |                  |
| Coureur | Coureur                   | Pays     | Équipe                          | Temps            |
| 1er | Isidro Nozal              | Espagne  | ONCE-Eroski                     | 45 h 39 min 48 s |
| 2e | Igor González de Galdeano | Espagne  | ONCE-Eroski                     | + 3 min 03 s     |
| 3e | Roberto Heras             | Espagne  | US Postal Service-Berry Floor   | + 5 min 13 s     |
| 4e | Manuel Beltrán            | Espagne  | US Postal Service-Berry Floor   | + 5 min 39 s     |
| 5e | Francisco Mancebo         | Espagne  | iBanesto.com                    | + 7 min 12 s     |
| 6e | Alejandro Valverde        | Espagne  | Kelme-Costa Blanca              | + 7 min 50 s     |
| 7e | Michael Rasmussen         | Danemark | Rabobank                        | + 8 min 44 s     |
| 8e | Luis Pérez Rodríguez      | Espagne  | Cofidis-Le Crédit par Téléphone | + 8 min 49 s     |
| 9e | Dario Frigo               | Italie   | Fassa Bortolo                   | + 8 min 50 s     |
| 10e | Unai Osa                  | Espagne  | iBanesto.com                    | + 10 min 10 s    |

## Classements annexes
| Classement par points | Classement par points | Classement par points | Classement par points | Classement par points |
| Coureur               | Coureur               | Pays                  | Équipe                | Points                |
| --------------------- | --------------------- | --------------------- | --------------------- | --------------------- |
| 1er                   | Alessandro Petacchi   | Italie                | Fassa Bortolo         | 130 pts               |
| 2e                    | Erik Zabel            | Allemagne             | Telekom               | 130 pts               |
| 3e                    | Isidro Nozal          | Espagne               | ONCE-Eroski           | 91 pts                |
| 4e                    | Alejandro Valverde    | Espagne               | Kelme-Costa Blanca    | 84 pts                |
| 5e                    | Michael Rasmussen     | Danemark              | Rabobank              | 63 pts                |

| Classement par points | Classement par points | Classement par points | Classement par points | Classement par points |
| Coureur               | Coureur               | Pays                  | Équipe                | Points                |
| --------------------- | --------------------- | --------------------- | --------------------- | --------------------- |
| 1er                   | Alessandro Petacchi   | Italie                | Fassa Bortolo         | 130 pts               |
| 2e                    | Erik Zabel            | Allemagne             | Telekom               | 130 pts               |
| 3e                    | Isidro Nozal          | Espagne               | ONCE-Eroski           | 91 pts                |
| 4e                    | Alejandro Valverde    | Espagne               | Kelme-Costa Blanca    | 84 pts                |
| 5e                    | Michael Rasmussen     | Danemark              | Rabobank              | 63 pts                |

| Classement de la montagne | Classement de la montagne | Classement de la montagne | Classement de la montagne       | Classement de la montagne |
| Coureur                   | Coureur                   | Pays                      | Équipe                          | Points                    |
| ------------------------- | ------------------------- | ------------------------- | ------------------------------- | ------------------------- |
| 1er                       | Félix Cárdenas            | Colombie                  | Labarca-2-Café Baqué            | 132 pts                   |
| 2e                        | Aitor Osa                 | Espagne                   | iBanesto.com                    | 106 pts                   |
| 3e                        | Joan Horrach              | Espagne                   | Milaneza-MSS                    | 97 pts                    |
| 4e                        | Luis Pérez Rodríguez      | Espagne                   | Cofidis-Le Crédit par Téléphone | 62 pts                    |
| 5e                        | Josep Jufré               | Espagne                   | Colchon Relax - Fuenlabrada     | 55 pts                    |

| Classement de la montagne | Classement de la montagne | Classement de la montagne | Classement de la montagne       | Classement de la montagne |
| Coureur                   | Coureur                   | Pays                      | Équipe                          | Points                    |
| ------------------------- | ------------------------- | ------------------------- | ------------------------------- | ------------------------- |
| 1er                       | Félix Cárdenas            | Colombie                  | Labarca-2-Café Baqué            | 132 pts                   |
| 2e                        | Aitor Osa                 | Espagne                   | iBanesto.com                    | 106 pts                   |
| 3e                        | Joan Horrach              | Espagne                   | Milaneza-MSS                    | 97 pts                    |
| 4e                        | Luis Pérez Rodríguez      | Espagne                   | Cofidis-Le Crédit par Téléphone | 62 pts                    |
| 5e                        | Josep Jufré               | Espagne                   | Colchon Relax - Fuenlabrada     | 55 pts                    |

| Classement du combiné | Classement du combiné | Classement du combiné | Classement du combiné           | Classement du combiné |
| Coureur               | Coureur               | Pays                  | Équipe                          | Points                |
| --------------------- | --------------------- | --------------------- | ------------------------------- | --------------------- |
| 1er                   | Isidro Nozal          | Espagne               | ONCE-Eroski                     | 16 pts                |
| 2e                    | Alejandro Valverde    | Espagne               | Kelme-Costa Blanca              | 17 pts                |
| 3e                    | Michael Rasmussen     | Danemark              | Rabobank                        | 21 pts                |
| 4e                    | Luis Pérez Rodríguez  | Espagne               | Cofidis-Le Crédit par Téléphone | 23 pts                |
| 5e                    | Félix Cárdenas        | Colombie              | Labarca-2-Café Baqué            | 26 pts                |

| Classement du combiné | Classement du combiné | Classement du combiné | Classement du combiné           | Classement du combiné |
| Coureur               | Coureur               | Pays                  | Équipe                          | Points                |
| --------------------- | --------------------- | --------------------- | ------------------------------- | --------------------- |
| 1er                   | Isidro Nozal          | Espagne               | ONCE-Eroski                     | 16 pts                |
| 2e                    | Alejandro Valverde    | Espagne               | Kelme-Costa Blanca              | 17 pts                |
| 3e                    | Michael Rasmussen     | Danemark              | Rabobank                        | 21 pts                |
| 4e                    | Luis Pérez Rodríguez  | Espagne               | Cofidis-Le Crédit par Téléphone | 23 pts                |
| 5e                    | Félix Cárdenas        | Colombie              | Labarca-2-Café Baqué            | 26 pts                |

| Classement par équipes | Classement par équipes          | Classement par équipes | Classement par équipes |
| Équipe                 | Équipe                          | Pays                   | Temps                  |
| ---------------------- | ------------------------------- | ---------------------- | ---------------------- |
| 1re                    | ONCE-Eroski                     | Espagne                | 137 h 07 min 43 s      |
| 2e                     | iBanesto.com                    | Espagne                | + 10 min 29 s          |
| 3e                     | Kelme-Costa Blanca              | Espagne                | + 22 min 28 s          |
| 4e                     | Cofidis-Le Crédit par Téléphone | France                 | + 30 min 34 s          |
| 5e                     | Euskaltel-Euskadi               | Espagne                | + 31 min 50 s          |

| Classement par équipes | Classement par équipes          | Classement par équipes | Classement par équipes |
| Équipe                 | Équipe                          | Pays                   | Temps                  |
| ---------------------- | ------------------------------- | ---------------------- | ---------------------- |
| 1re                    | ONCE-Eroski                     | Espagne                | 137 h 07 min 43 s      |
| 2e                     | iBanesto.com                    | Espagne                | + 10 min 29 s          |
| 3e                     | Kelme-Costa Blanca              | Espagne                | + 22 min 28 s          |
| 4e                     | Cofidis-Le Crédit par Téléphone | France                 | + 30 min 34 s          |
| 5e                     | Euskaltel-Euskadi               | Espagne                | + 31 min 50 s          |